# District de Sinazongwe
Le district de Sinazongwe est un district de Zambie, situé dans la Province Méridionale. Sa capitale se situe à Sinazongwe. Selon le recensement zambien de 2000, le district a une population de 80 455 personnes.